# Hong Kong en los Juegos Olímpicos de Montreal 1976
Hong Kong estuvo representado en los Juegos Olímpicos de Montreal 1976 por un total de 25 deportistas, 23 hombres y 2 mujeres, que compitieron en 6 deportes.
El equipo olímpico hongkonés no obtuvo ninguna medalla en estos Juegos.